# إليسا تروتا غاموس
إليسا تروتا غاموس محامية فنزويلية ودبلوماسي وناشطة في مجال حقوق الإنسان، عينها خوان غوايدو سفيراً لفنزويلا في الأرجنتين خلال أزمة الرئاسة الفنزويلية لعام 2019، واعترف بها على الفور الرئيس الأرجنتيني موريسيو ماكري. قامت الإدارة التالية لألبرتو فرنانديز بإزالة أوراق اعتماد تروتا غاموس.

## السيرة الشخصية
ولدت تروتا غاموس في فنزويلا. كانت والدتها شيوعية. والدها هو المحامي الأرجنتيني ألبرتو تروتا الذي كان سجينًا سياسيًا، ذهب إلى المنفى عام 1975 وأمضى بعض الوقت في فنزويلا، ورزق بعائلته هناك. حصلت على شهادتها في القانون من الجامعة المركزية في فنزويلا، ودرجتي ماجستير من جامعة برانديز في بوسطن، حيث كانت طالبة في برنامج فولبرايت. تعيش في الأرجنتين منذ 2011.
تخصصت تروتا عاموس في حقوق الإنسان والقانون الدولي. كانت مديرة البرامج المؤسسية لمجلس نواب مقاطعة بوينس آيرس، حيث عملت لصالح الحاكمة ماريا يوجينيا فيدال. كانت أيضًا رئيسة أليانزا بور فنزويلا، وشبكة من المنفيين الفنزويليين.